# Umm Kulthum

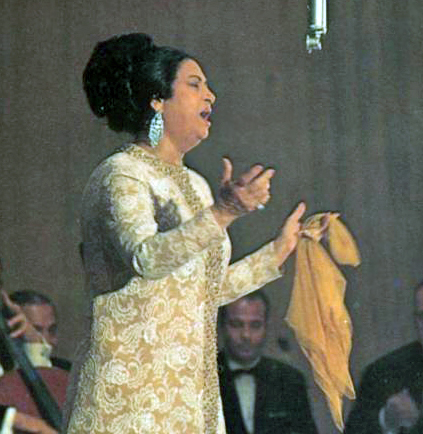
Umm Kulthum um 1968

Umm Kulthum (* zwischen 1898 und 1910, vermutlich am 4. Mai 1904 in Tammai az-Zahaira im Nildelta; † 3. Februar 1975 in Kairo; arabisch أمّ كلثوم, DMG ʾUmm Kulṯūm, alternative Schreibweise Oum oder Om Kalsoum, Umm Kultum u. a.; wissenschaftliche Umschrift des vollständigen Namens: ʾUmm Kulṯūm Fātima ʾIbrāhīm as-Sayyid al-Baltaǧī) war eine ägyptische Sängerin und Musikerin. Ihr Ruhm in der arabischen Welt ist mit dem von Maria Callas und den Beatles in der westlichen Welt vergleichbar. Ihr wurde der Ehrentitel „kaukab al-sharq“ („Stern des Orients“) verliehen, in ihrer Heimat Ägypten gilt sie als nationale Ikone. Sie wurde „die Stimme Ägyptens“, „Dame des arabischen Liedes“ und „Ägyptens vierte Pyramide“ genannt. Sie gilt neben Fairuz als eine der beiden Ikonen der arabischen Musikwelt.

## Leben

### Kindheit und Jugend
Es gibt keine Sicherheit bezüglich ihres Geburtsdatums, aber wird vermutet, dass Umm Kulthum am 4. Mai 1904 im Dorf Tammay al-Zahayrah, in der Nähe der Stadt El-Senbellawain des Government ad-Daqahliyya geboren wurde. Sie wuchs mit zwei Geschwistern in einer armen Familie auf, ihr Vater war Imam der örtlichen Moschee. Auf ihr Drängen hin erlaubten ihre Eltern ihr den Besuch der Koranschule.
Um das Familieneinkommen aufzubessern, trat ihr Vater als Koranrezitator und auf religiösen Feiern als Sänger auf, begleitet von einem kleinen Orchester und seinem Sohn. Mit ungefähr fünf Jahren begann Umm Kulthum ihren Vater heimlich zu imitieren; als er das bemerkte, ließ er sie vorsingen und bemerkte, dass sie sich viele seiner Stücke gemerkt hatte und vortragen konnte. Noch am selben Tag soll sie erstmals vor Fremden auf einer Feier gesungen haben. Von da an unterrichtete ihr Vater sie zusammen mit ihrem Bruder im Gesang, und ihr wurde erlaubt, das väterliche Ensemble bei seinen Auftritten zu verstärken.
Nicht zuletzt wegen Umm Kulthums herausragender Stimme erwarb das Ensemble des Vaters Berühmtheit in ihrer Heimatregion und bereiste weite Teile des Nildeltas. Als Umm Kulthum heranwuchs, geriet ihr Vater in ein moralisches Dilemma: Auftritte einer jungen Frau vor einem männlichen Publikum galten als mit den Regeln des Anstands unvereinbar. Daher ließ er sie Jungenkleider anziehen. Bald war es jedoch nicht mehr möglich, ihre Identität zu verheimlichen, und ihr Vater verbot ihr weitere Auftritte und forderte sie auf, sich einen Ehemann zu suchen. Umm Kulthum wies jedoch alle Bewerber ab, da keiner bereit war, sie öffentlich singen zu lassen. Unterdessen wurden die Engagements des väterlichen Ensembles seltener, sodass er ihrem Wunsch schließlich nachgab und sie wieder auftreten ließ, da sie zum Einkommen der Familie beitrug.

### Erste Jahre in Kairo
Im Jahr 1920 sang Umm Kulthum Scheich Zakariyya Ahmad vor. Er sagte später, er habe ihre Stimme nicht mehr vergessen können, daher verschaffte er ihr Engagements in Kairo und versuchte, sie dazu zu bewegen, sich dort niederzulassen. Dem widersetzte sich ihre Familie anfangs. Trotzdem setzten Zakariyya Ahmad und Umm Kulthum ihre Zusammenarbeit fort, und er begann für sie Stücke zu komponieren. In späteren Jahren stritten sie über die Aufteilung der Tantiemen, die diese Kompositionen einbrachten; Ahmad verklagte Umm Kulthum deshalb, und ihre Freundschaft zerbrach.
1923 begegnete sie dem von ihr bewunderten Scheich Abu al-Ila, seinerzeit der führende religiöse Sänger Ägyptens und ein Hauptvertreter der klassischen islamischen Gesangstradition. Abu al-Ila unterrichtete Umm Kulthum und lehrte sie, so die Darstellung der Orientwissenschaftlerin Stefanie Gsell, „wie man die Bedeutung der Worte in Tönen ausdrückt“. Auch er befürwortete ihren Umzug nach Kairo, da nur dort ihr Talent angemessen gefördert werden könne. Schließlich zog sie gemeinsam mit ihrem Vater und ihrem Bruder in die ägyptische Hauptstadt.
Ihr ländlicher konservativer Gesangsstil galt dort jedoch als veraltet, ihrer Stimme wie auch ihrer Erscheinung fehlte es an Schliff. Mit finanzieller Unterstützung ihres Vaters nahm Umm Kulthum Gesangsunterricht, lernte das Spiel der Ud, erneuerte ihr Repertoire und nahm (spätestens) 1924/1925 erstmals eine Schallplatte auf. 1928 galt sie bereits als eine der führenden Sängerinnen der Stadt. Im Mai 1934 sang Umm Kulthum zur Einweihung des ersten ägyptischen Hörfunksenders, Radio Cairo.

### Internationale Karriere

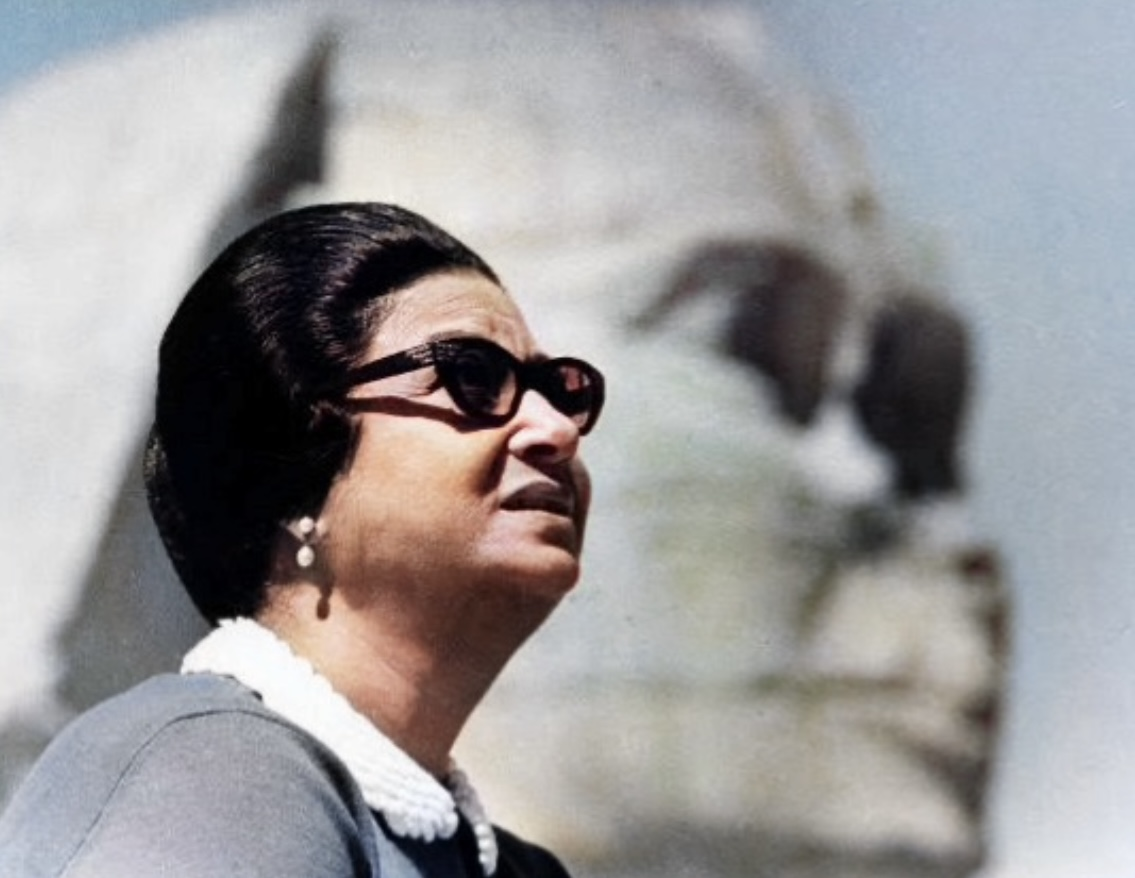
Umm Kulthum, 1967

Im Jahr 1932 führte eine erste internationale Tournee Umm Kulthum unter anderem nach Damaskus, Bagdad, Beirut und Tripolis. 1935 begann sie eine vorübergehende Filmkarriere. Die 1940er und 1950er Jahre gelten gemeinhin als goldenes Zeitalter ihres Gesangs, zugleich gelang es ihr in dieser Zeit, die vollständige künstlerische Kontrolle über ihre Karriere zu erlangen und wichtige Funktionen im Musikgeschäft zu übernehmen. 
Über die Jahrzehnte wuchs Umm Kulthums Ruhm unaufhörlich, und sie wurde zu einem nationalen Symbol Ägyptens und der ganzen arabischen Welt.
Nach der ägyptischen Niederlage im Sechstagekrieg unternahm sie eine Tournee durch mehrere arabische Länder und trat zweimal im Olympia in Paris auf, ihre einzigen Auftritte im Okzident während ihrer gesamten Karriere. Die Einnahmen dieser Tournee spendete sie dem Wiederaufbau der ägyptischen Armee.

### Tod und Nachruhm

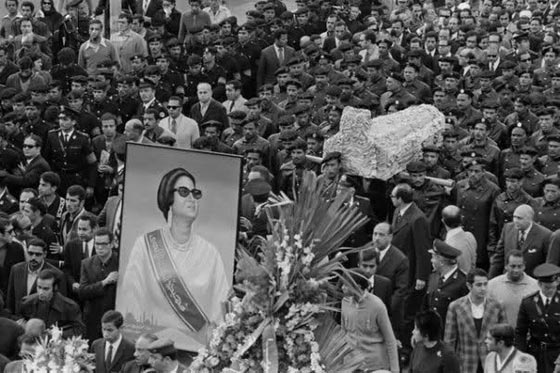
Begräbnis von Umm Kulthum, 1975

Nach einer fast sechzigjährigen Bühnenkarriere und Hunderten Schallplattenaufnahmen starb Umm Kulthum 1975 an einer Nephritis, nachdem sie bereits seit den 1930er Jahren an einem Leber- und Gallenleiden gelitten hatte. Bei ihrer Beerdigung versammelten sich mehrere Millionen Trauernde in den Straßen Kairos, der Sarg mit ihrem Leichnam wurde den Trägern entwunden und über drei Stunden in zahlreichen Windungen durch die dichtgedrängten Straßen der Stadt gereicht. 
Berühmt sind bis heute Umm Kulthums abendfüllende monatliche Konzerte z. B. in der Kairoer Oper, die in der arabischen Welt über den ägyptischen Rundfunk gehört wurden und in zahlreichen Schallplatten- und Filmaufnahmen festgehalten sind, die noch heute regelmäßig von Medien des Nahen Ostens gesendet werden. Um 22.00 Uhr an jedem 1. Donnerstag im Monat spielen alle Radiostationen von Ägypten nur ihre Musik.

## Diskografie

### Songs (Auswahl)
- Alf Leila wa Leila
- Enta Omry
- Seret El Hob
- Baeed Annak
- Fe Nor Mohyak
- Fakarouni
- El Atlal
- We Daret El Ayam
- Ghanely Shwaia
- Ya Msaharny
- Fat El Meaad
- Amal Hayati
- Hob Eih
- Ansak
- Ala Balad El Mahbob

## Film
- Die Diven Arabiens - Von Umm Kulthum bis Dalida, Frankreich, 2021, 53 Min.
- Die Diva von Kairo, Oum Kalthoum. (OT: Oum Kalthoum, la voix du Caire.) Dokumentarfilm, Frankreich, 2017, 52:19 Min., Buch und Regie: Xavier Villetard, Produktion: Illégitime Défense, arte France, Erstsendung: 21. Juni 2017 bei arte, Inhaltsangabe von ARD, unter anderem mit Robert Solé, Musikerkollegen und Verwandten.
- Auf der Suche nach Oum Kulthum (Looking for Oum Kulthum), Spielfilm, Deutschland/Österreich/Italien/Marokko, 2017, Regie: Shirin Neshat, Drehbuch: Shirin Neshat und Shoja Azari, Premiere im Rahmen der 74. Filmfestspiele von Venedig